# Aptesis pugnax
Aptesis pugnax är en stekelart som först beskrevs av Hartig 1838.  Aptesis pugnax ingår i släktet Aptesis och familjen brokparasitsteklar. Inga underarter finns listade.